# Orestis Karnezis
Orestis-Spyridon Karnezis (în greacă Ορέστης-Σπυρίδων Καρνέζης; n. 11 iulie 1985) este un fotbalist grec care joacă pe postul de portar pentru clubul italian Napoli și pentru echipa națională de fotbal a Greciei.

## Cariera pe echipe

### Panathinaikos
S-a născut la Atena și a copilărit la Corfu. Karnezis și-a început cariera de fotbalist profesionist la Panathinaikos în 2007. El a jucat puțin până în sezonul 2011-2012, când a primit mai multe șanse și a impresionat. După câteva luni, antrenorul lui Panathinaikos de la acea vreme, Jesualdo Ferreira, i-a oferit șansa de a juca meci de meci. Karnezis a preluat tricoul cu numărul unu în acest sezon și a jucat admirabil pentru giganții din Atena, evoluțiile sale bune aducându-i în această perioadă prima convocare la echipa națională de fotbal a Greciei.
Presa din Grecia a anunțat că Karnezis ar fi atras atenția unor cluburi străine din întreaga Europă, după meciurile bune făcute în Superliga Greacă în sezonul 2012-2013. Dintre toate echipele care îl doreau, câștig de cauză a avut echipa italiană Udinese Calcio, care a oferit suma de 800.000 de euro pentru a-l aduce Karnezis în Serie A în acea vară.

### Udinese
Karnezis a ajuns la Udinese Calcio, după ce cele două cluburi au ajuns la un acord cu privire la transferul său. Antrenorul echipei Panathinaikos, Yannis Anastasiou, s-a declarat bucuros că echipa sa a încasat o sumă importantă de bani pe care o putea folosi pentru alte transferuri. Suma inițială de transfer era de 750.000 de euro, care se putea ridica și la 2 milioane dacă jucătorul s-ar fi întors la o echipă din Grecia în viitor. Karnezis a semnat un contract pe cinci ani pe 22 iulie 2013, apoi a fost imediat împrumutat la echipa Granada din Spania pentru un sezon.

#### Împrumutul la Granada (2013–2014)
Karnezis și-a făcut debutul pentru echipa spaniolă Granada în La Liga, într-un meci pierdut în deplasare cu scorul de 3-0, cu Almeria, la 4 ianuarie 2014. Karnezis jucase anterior în ambele manșe ale Copei del Rey (Cupa Spaniei) împotriva lui AD Alcorcón la 8 decembrie 2013 și 18 decembrie 2013.
Pe 12 aprilie, Karnezis a făcut un meci bun în victoria obținută de echipa sa acasă împotriva Barcelonei, scor 1-0, oprind un șut trimis de Cesc Fàbregas și o lovitură liberă de la 20 de metri de Lionel Messi  Barça a dat în acel meci 29 de șuturi pe poartă, însă niciunul nu a reușit să-l învingă pe Karnezis.

#### 2014–2015
La întoarcerea sa la Udinese după împrumutul la Granada din La Liga, Karnezis a debutat în Serie A în victoria cu 2-0 a lui Udinese cu Empoli, pe 31 august 2014. Pe 9 noiembrie 2014, Udinese a reușit să obțină o remiză, scor 1-1 împotriva lui Palermo, în timp ce Karnezis a parat o lovitură trimisă de Franco Vazquez. La 15 martie 2015, Andrea Stramaccioni i-a lăudat pe Karnezis și pe Antonio Di Natale după ce Udinese a obținut un punct împotriva echipei Atalanta, declarând faptul că Karnezis a dat siguranță echipei pe parcursul întregului sezon și nu numai în acel meci.
Cotidianul italian La Gazzetta dello Sport a susținut că Napoli a fost interesat să-l aducă pe Karnezis după sezonul bun făcut la Udinese. „Este prea devreme”, a spus impresarul său Vasilis Panayotakis. „Vom vedea ce se va întâmpla după 20 mai, când vom ști cu siguranță ce își doresc cluburile care și-au manifestat interesul. Karnezis este decis să-și ducă până la capăt sezonul la Udinese, ceea ce este cel mai important acum”. În timpul sezonului fostul portar din naționala Italiei, Dino Zoff, i-a lăudat atât pe Karnezis, cât și pe Mattia Perin, declarând faptul că cei doi portari sunt cei mai buni din Serie A. „Totul merge ca la carte, este tânăr și poate deveni și mai bun: are încredere în sine, ceea ce e esențial pentru un portar. Cred că Karnezis și Perin sunt cei mai buni portari din Serie A.”
La 14 mai 2015, Udinese a confirmat că era gata să-l vândă pe Karnezis, pentru a-i face loc lui Simone Scuffet. AS Roma s-a interesat de el.„Karnezis ar fi putut pleca la Benfica vara trecută dar Andrea Stramaccioni a decis să se bazeze pe experiența sa internațională”, a explicat directorul lui Udinese, Andrea Carnevale, pe TeleRadioStereo. „Acum, cu sezonul său excelent, el poate pleca la un club mai mare”. Viitorul nostru este Simone Scuffet. L-am menajat sezonul acesta și i-am oferit șansa să învețe de la Karnezis, care l-a ajutat să crească.”
La 24 mai 2015, Karnezis s-a accidentat într-un meci de acasă împotriva lui Sassuolo. Gazdele au fost forțate să facă prima schimbare în minutul 29, cu Scuffet înlocuindu-l pe Karnezis. Potrivit ziarului Gazzetta dello Sport, clubul a început să negocieze cu portarul de 29 de ani semnarea unui nou acord valabil până în 2020. Udinese Calcio a respins ofertele venite de la Roma, Inter, Napoli, Benfica și alte cluburi europene.

#### 2015–2016
La 1 iulie 2015, Karnezis a semnat un nou contract până în iunie 2019 Udinese. Declarația oficială dată de club a sunat astfel: „Udinese Calcio anunță reînnoirea cu satisfacție reciprocă a contractului în vigoare al portarului Orestis Karnezis”. „Contractul jucătorului Bianconeri va expira la 30 iunie 2019.” În meciul din prima etapă a sezonului 2015-2016 împotriva campioanei Juventus, Karnezis a jucat bine, în special în a doua repriză, făcând niște parade cheie și reușind să-și coordoneze coechipierii de pe linia de fund, reușind în cele din urmă să-și ajute echipa să obțină o victorie glorioasă. Pe 25 octombrie 2015, el a reușit să facă mai mule parade și în victoria cu 1-0 cu Frosinone de la Stadio Friuli, ajutându-și echipa să-și extindă seria de victorii în campionat la patru meciuri. Pe 1 noiembrie 2015, într-o remiză cu 0-0 împotriva lui Sassuolo, atacantul echipei oaspete, Gregoire Defrel, a trimis două șuturi apărate de Karnezis. La 8 noiembrie 2015, La 14 mai 2016, a fost votat de fani ca cel mai bun jucător al clubului pentru sezonul 2015-2016. La 15 mai 2016, el a stabilit un nou record pentru sezonul 2015-16, fiind singurul jucător integralist din echipă.

### Watford
Cu 12 ore înainte de închiderea pieței de transfer, Watford a anunțat că l-a adus pe Karnezis sub formă de împrumut pentru un sezon. În vârstă de 32 de ani, a concurat cu Heurelho Gomes pentru postul de portar.
La 5 noiembrie 2017, într-o partidă din deplasare pierdută cu 3-2 în fața lui Everton, Heurelho Gomes s-a accidentat, iar în locul lui a intrat Karnezis. El a gafat la primul gol marcat de Oumar Niasse, dar și la cel de-al doilea. Pe 21 ianuarie 2018, s-a întors în primul unsprezece într-un meci câștigat în deplasare cu 2-0 împotriva lui Leicester City. La 31 ianuarie 2018, în al treilea meci jucat în Premier League, Karnezis a făcut o paradă importantă în fața mijlocașului Xherdan Shaqiri de la Stoke City, ajutându-și clubul să obțină un punct crucial în vederea salvării de la retrogradare. Performanța sa l-a făcut să fie inclus în echipa etapei, devenind primul portar al lui Watford care nu a primit gol în 12 meciuri de Premier League.

### Napoli
La 5 iulie 2018, Napoli a anunțat că l-a transferat pe Karnezis de la Udinese pentru 2,5 milioane de euro, jucătorul semnând un contract pe trei sezoane cu echipa. Pe atunci în vârstă de 32 de ani, Karnezis s-a luptat pentru postul de titular cu Alex Meret, un tânăr portar italian promițător, pentru locul de titular pentru echipa de pe Stadio San Paolo. La 17 august 2018, după mai multe meciuri mediocre făcute de Karnezis în amicalele de pregătire, și pentru că Meret se accidentase grav cu o lună în urmă, conducerea clubului a decis să îl achiziționeze pe David Ospina de la Arsenal FC, pentru a ocupa postul de titular la începutul sezonului 2018-2019. La 18 august 2018, în ciuda aducerii lui Ospina, a debutat pentru echipă într-un meci oficial într-o victorie scor 2-1 împotriva lui SS Lazio.
Până pe 26 februarie 2019, Karnezis a jucat în doar șase meciuri oficiale în acest sezon. Chiar dacă Karnezis a devenit cel de-al treilea portar al clubului, Napoli a decis să-l transfere permanent.